# アシエル・ガリターノ
アシエル・ガリターノ・アギーレサバル（Asier Garitano Aguirrezábal  ,  1969年12月6日 - ）は、スペイン・バスク州ギプスコア県ベルガラ出身の元サッカー選手。サッカー指導者。

## 選手時代
アスレティック・ビルバオのカンテラに入団後、1989年にBチームにあたるビルバオ・アスレティックでプロデビュー。しかし、トップチームには昇格出来ず、1992年にSDエイバルに移籍し、以降はセグンダ・ディビシオンやテルセーラ・ディビシオンの数々のチームでプレー。2003年に33歳で引退した。

## 監督歴
2003年にアリカンテCFの助監督に就任。2008年10月に監督に昇格し、2007-08シーズン終了まで監督を務める。
2009-10シーズンはCDカステリョンの助監督を務め、2010年4月に監督に昇格し、シーズン終了まで監督を務める。
以降はオリウエラCF、CDアルコヤーノの監督を務めた。
2013年6月28日、CDレガネスの監督に就任。2013-14シーズン、セグンダ・ディビシオンBで2位に導き、セグンダ・ディビシオンに昇格。2015-16シーズンは2位に入り、チーム史上初のプリメーラ・ディビシオンに導く。2016-17、2017-18シーズンを共に17位で終え、トップリーグ残留に導いた。
2018年5月24日、レアル・ソシエダの監督に就任。しかし、チームを掌握することが出来ず、12月26日に解任された。
2019年5月21日、デポルティーボ・アラベスの監督に就任したことが発表された。しかし、2020年6月以降不調に陥り、7月6日に解任された。

## 監督成績
2019年5月21日現在
| クラブ                   | 就任           | 退任           | 記録 | 記録 | 記録 | 記録 | 記録 | 記録 | 記録 | 記録   |
| クラブ                   | 就任           | 退任           | 試   | 勝   | 分   | 敗   | 得   | 失   | 差   | 勝率   |
| ------------------------ | -------------- | -------------- | ---- | ---- | ---- | ---- | ---- | ---- | ---- | ------ |
| アリカンテ               | 2008年10月13日 | 2008年11月3日  | 3    | 0    | 2    | 1    | 3    | 4    | −1   | 000.00 |
| カステリョン             | 2010年4月6日   | 2010年6月30日  | 11   | 2    | 3    | 6    | 9    | 14   | −5   | 018.18 |
| オリウエラ               | 2011年7月7日   | 2012年6月14日  | 42   | 19   | 15   | 8    | 53   | 38   | +15  | 045.24 |
| アルコヤーノ             | 2012年6月14日  | 2013年3月25日  | 36   | 18   | 7    | 11   | 46   | 34   | +12  | 050.00 |
| レガネス                 | 2013年6月28日  | 2018年5月20日  | 222  | 87   | 59   | 76   | 261  | 226  | +35  | 039.19 |
| レアル・ソシエダ         | 2018年5月24日  | 2018年12月26日 | 19   | 6    | 5    | 8    | 21   | 21   | +0   | 031.58 |
| デポルティーボ・アラベス | 2019年5月21日  |                | 0    | 0    | 0    | 0    | 0    | 0    | +0   | —      |
| 合計                     | 合計           | 合計           | 333  | 132  | 91   | 110  | 393  | 337  | +56  | 039.64 |